# David Graham Phillips

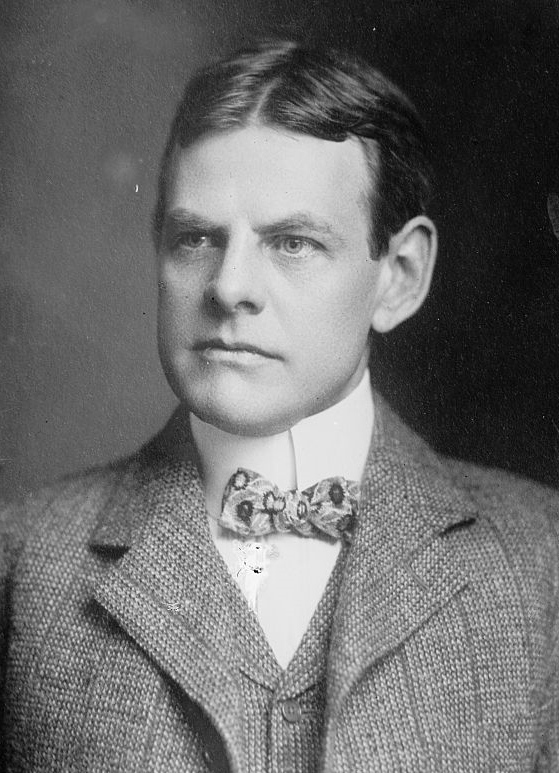
David Graham Phillips (1908)

David Graham Phillips (* 31. Oktober 1867 in Madison, Indiana; † 24. Januar 1911 in New York City) war ein US-amerikanischer Schriftsteller und Journalist. Er machte durch sozialkritische Romane oder Erzählungen, vor allem aber als ein Pionier der journalistischen Muckrakers auf sich aufmerksam, der vornehmlich gegen die Korruption unter Politikern beider großer US-Parteien zu Felde zog. Dieser Rolle zahlte er auch durch seinen frühen Tod Tribut: Er wurde im Alter von 43 Jahren Opfer eines Anschlages.

## Leben und Werk
Nach seinem Abschluss an der Princeton University (1887) arbeitete der Sohn eines gutsituierten Politikers zunächst für verschiedene Tageszeitungen in Cincinnati und New York, ehe er sich, mit dem Erfolg seines Romanerstlings The Great God Success von 1901 im Rücken, freiberuflich als Autor betätigte. Wichtige Enthüllungsartikel veröffentlichte Phillips zum Beispiel in der Zeitschrift Cosmopolitan. Der „freche muckraker“, der einen durchaus „vornehmen bürgerlichen Lebensstil“ pflog, brachte auf diese Weise etliche von Industriekonzernen bestochene Senatoren zu Fall. Das Attentat auf ihn im Januar 1911 verübte ein Orchestermusiker, der in dem Irrtum befangen war, seine (prominente) Familie werde in Phillips Roman The Fashionable Adventures of Joshua Craig mit Schmutz beworfen. Der Attentäter erschoss sich selbst.
Für William Higgins machte sich der Erzähler Phillips vor allem als Befürworter der Emanzipation der Frau verdient, so zum Beispiel in The Plum Tree, A Women Ventures, Old Wives for New, The Price she Paid, The Worth of a Woman, The Hungry Heart und in seinem umfangreichen Roman Susan Lenox, der 1917 posthum erschien. Der Roman kreist um eine Prostituierte, der es nach vielen Erniedrigungen gelingt, sich aus ihren Fesseln zu befreien. Weder Theodore Dreiser noch Upton Sinclair könnten die Schonungslosigkeit überbieten, mit der Phillips das Slumleben und den Horror weißer Sklaverei geschildert habe. Dagegen sei Phillips in den grundlegenden sozialen Fragen nicht darüber hinaus gekommen, der Korruption einen „vagen Populismus“ und die Rückkehr zur Ehrenhaftigkeit entgegenzusetzen. Die Lösung dieser Fragen habe ihn nicht wirklich interessiert.
Folgt man seinem Biographen Louis Filler, zählte Phillips zu den führenden Romanciers seiner Zeit, während er inzwischen weitgehend in Vergessenheit geraten sei. Der irisch-britische Zeitungsmann, Dandy und Schriftsteller Frank Harris, der Phillips in New York City begegnet war, ging sogar so weit, den Vielschreiber (1927) zum größten amerikanischen Romancier auszurufen. Phillips habe etliche unübertreffliche Meisterwerke geliefert, voran White Magic, nur seine letzte Arbeit, Susan Lenox, sei ihm gründlich missglückt. „Der Mann, der ihn erschoß, erschoß eine Leiche.“

## Werke

### Erzählende Prosa
- The Great God Success, 1901
- Her Serene Highness, 1902
- A Woman Ventures, 1902
- Golden Fleece: The American Adventures of an Fortune-Hunting Earl, 1903
- The Master-Rogue: The Confessions of a Croesus, 1903
- The Cost, 1904
- The Social Secretary, 1905
- The Deluge, 1905
- The Mother-Light, 1905
- The Plum Tree, 1905
- The Fortune Hunter, 1906
- The Second Generation, 1907
- Light Fingered Gentry, 1907
- Old Wives for New, 1908
- The Fashionable Adventures of Joshua Craig, 1909
- The Hungry Heart, 1909
- White Magic, 1910
- The Husband's Story, 1911
- The Conflict, 1911
- The Grain of Dust, 1911
- George Helm, 1912
- The Price she Paid, 1912
- Degarmo's Wife and other Stories, 1913
- Susan Lenox, her Fall und Rise, 1917

### Schauspiel
- The Worth of Women, 1908 (uraufgeführt im selben Jahr)

### Essays und anderes
- The Reign of Gilt, 1905
- The Treason of the Senat, 1953